# Mostecká (Praha)
Mostecká je ulice v Praze, která se nachází na Malé Straně v městské části Praha 1. Kdysi po ní vedla někdejší Královská cesta od Karlova mostu (před tím Juditin most), zde začíná za Malostranskou mosteckou věží a vede až na Malostranské náměstí. Odbočují z ní čtyři komunikace: Dražického náměstí, Lázeňská ulice, Josefská ulice a Malostranské náměstí. Prostřednictvím pasáže je spojena s kinem U hradeb. Její délka činí celkem asi 185 metrů. Jde o místo celoročně hojně navštěvované turisty. V Mostecké ulici bydlel slavný český herec Zdeněk Kryzánek.

## Historické názvy
- Ulice k mostu (od cca 14. století do roku 1911)
- Za mostskou věží (část za Malostranskou mosteckou věží - do roku 1870)
- Mostecká ulice (v celé současné délce - od roku 1911)

## Doprava
V současnosti je určena zejména pro pěší i místní automobilovou dopravu. Dříve po ní byla vedena tramvajová trať, která tudy vedla z Křížovnického náměstí přes Karlův most na Malostranské náměstí. Od roku 1883 zde jezdila koňka, kterou v roce 1905 vystřídala elektrická tramvaj, tu v roce 1908 na rok nahradily autobusy. Tramvajová a autobusová doprava zde fungovala až do druhé světové války.

## Významné domy a objekty

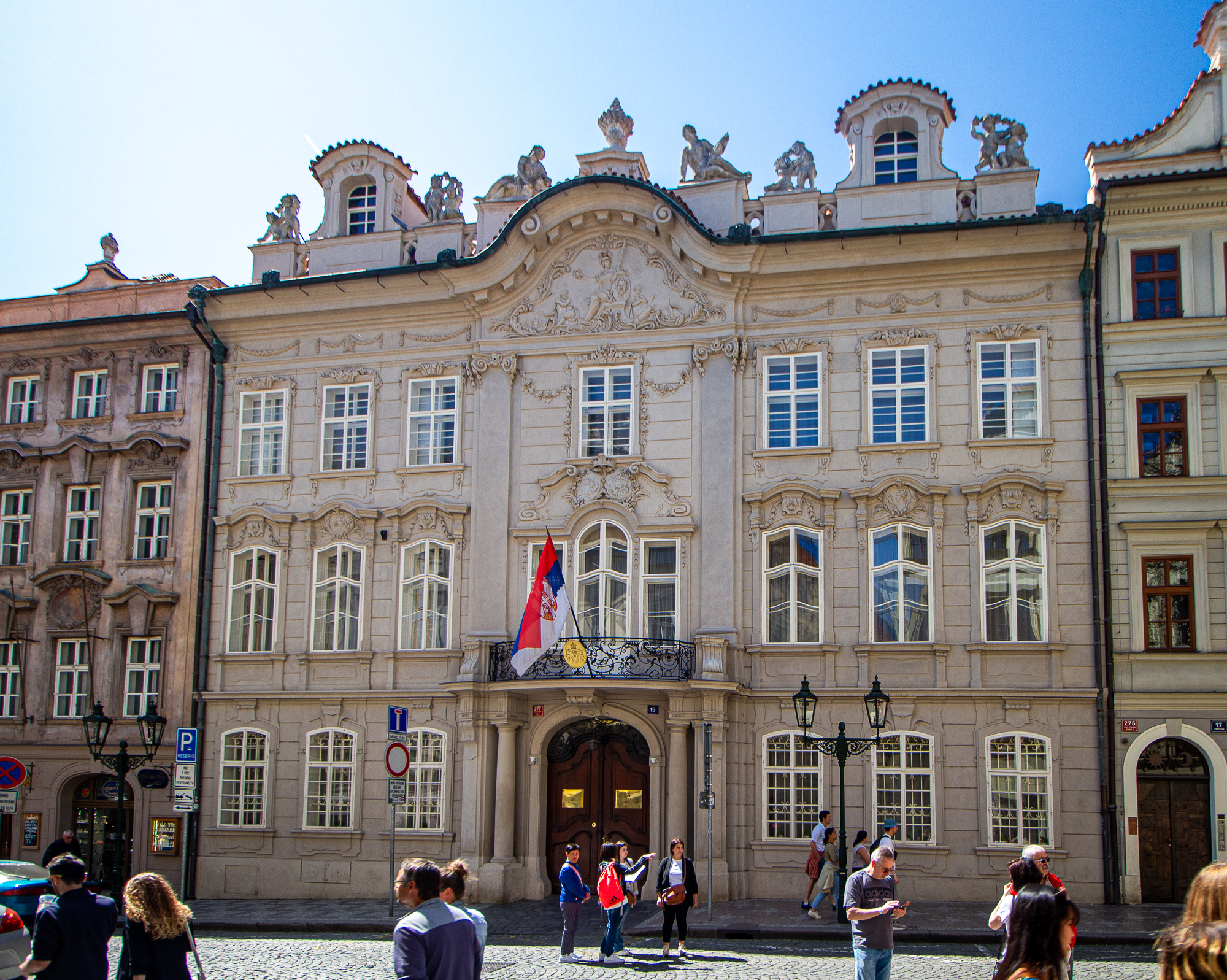
Kounický palác v Mostecké ulici

- Malostranská mostecká věž - otevírá Mosteckou ulici zdola (z východu)
- čp. 44/III U tří beránků, původem renesanční, přestavěný roku 1841 za majitele Karla Viléma Schimeka, rodný dům jeho dětí, mj. syna - sochaře Ludvíka Šimka
- čp. 50/III U černého beránka - renesanční přestavba
- čp. 51/III U zlatého koníčka
- čp. 52/III U modré botky, Mostecká 6;  s gotickým sklepem, barokní portál a fasáda po r. 1700
- čp. 53/III U černého medvěda (předtím U Boží tváře), později U Salvátora. Mostecká 4; kořenářství
- čp. 55/III  Saský dům - gotický palác ze 2. poloviny 14. století, u mosteckých věží
- čp. 56/III bývalý mýtný domek výběrčího mostecké celnice, nárožní Mostecká 1/Saská 2
- čp. 58/III U krále Matyáše, Mostecká 2 /Dražického náměstí 2-3
- čp. 59/III U velké ryby (((U velryby), Mostecká 2, klasicistní s gotickým sklepem, který patřil k  Biskupskému paláci
- čp. 273/III a 274/III U zlaté ovce, Kino 64 U Hradeb novostavba Tomáše Šaška z let 1939 a 1958
- čp. 275/III U stříbrné růže, Mostecká 19, renesanční, při rekonstrukcích bytů v letech 1964-1967 odhaleny renesanční trámové stropy a renesanční malby (motivy: Adam a Eva, sv. barbora, groteskní : žena na praseti, muž-kvočna)[1]
- čp. 276/III U bílé růže, Mostecká 17 -  vlastnili bratři Aurelius, Dionysius, František a Jan Ambrož Miseroniové z Lisone[2].
- čp. 277/III Kounický palác, Mostecká 15 - ze dvou gotických domů přebudován kolem roku 1600, roku 1629 jej vlastnil velmistr Řádu maltézských rytířů Johann de Witte; raně barokní objekt koupil roku 1762 Jan Adolf Kounic, rokokovou úpravu průčelí se štukovými reliéfy objednal Michael Karel Kounic roku 1775 podle plánů Josefa Jägera.
- čp. 278/III U tří červených srdcí, Mostecká  13 - dům středověkého původu se dvěma kamennými sklepy, barokní přestavbu podnikl František Xaver Turba a podle stylu ji navrhl Giovanni Battista Alliprandi.
- čp. 281/III U zlatého řetězu - vystavěn z kamene na místě dvorce mohučského arcibiskupa v pozdní gotice
- čp. 282/III U černého mouřenína nebo U tří mouřenínů, Mostecká 5/ Lázeňská -barokní novopstavba na gotickém sklepě

## Okolní objekty
- Biskupský dvůr
- Kounický palác

## Fotogalerie

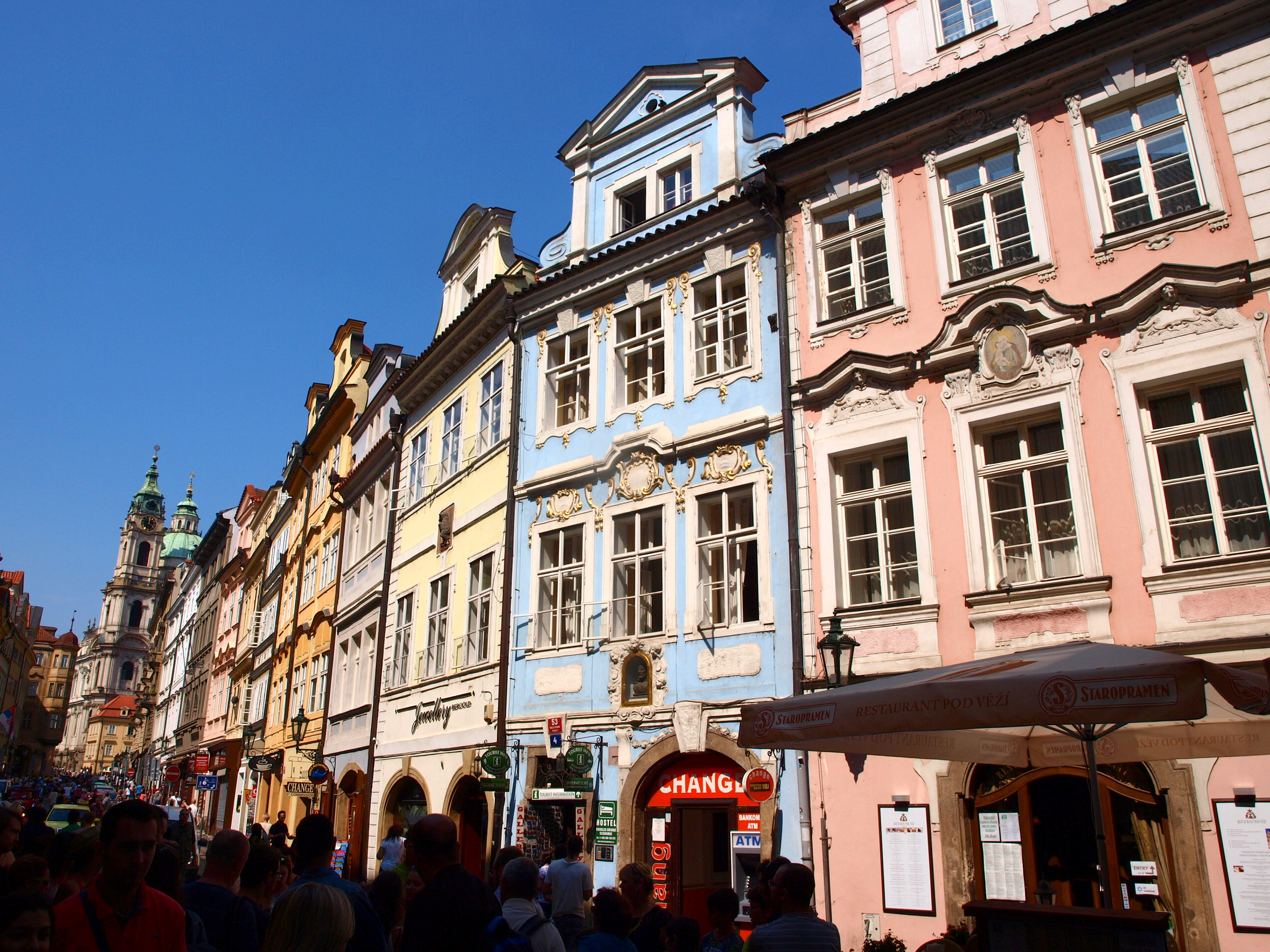
Mostecká ulice směrem k Malostranskému náměstí